# Ханжонков, Александр Алексеевич
Алекса́ндр Алексе́евич Ханжо́нков (также существует вариант Ханжёнков; 27 июля [8 августа] 1877, Ханжонковка, Зуевская волость, Миусский округ, Область Войска Донского, Российская империя — 26 сентября 1945, Ялта, Крымская область, РСФСР, СССР) — русский предприниматель, организатор кинопроизводства, режиссёр, сценарист, один из пионеров русского кинематографа.

## Биография
Родился в деревне Ханжонковка Зуевской волости Миусского округа Области Войска Донского (ныне посёлок городского типа Нижняя Крынка Макеевского городского совета) в семье казачьего сотника Алексея Петровича Ханжонкова, происходившего из дворян Войска Донского; дворянский титул был пожалован его прадеду Василию Ханжонкову. Мать Параскева Сергеевна Ханжонкова (в девичестве Дмитриева) была дочерью московского полковника.
Учился в Андреевской гимназии Ростова-на-Дону. В 1896 году окончил Новочеркасское казачье юнкерское училище и в чине подхорунжего был принят в привилегированный Донской 1-й казачий полк, расквартированный в Москве. Участвовал в Русско-японской войне. В 1905 году в чине подъесаула уволился в запас по состоянию здоровья, получив причитающуюся по закону выплату в пять тысяч рублей.

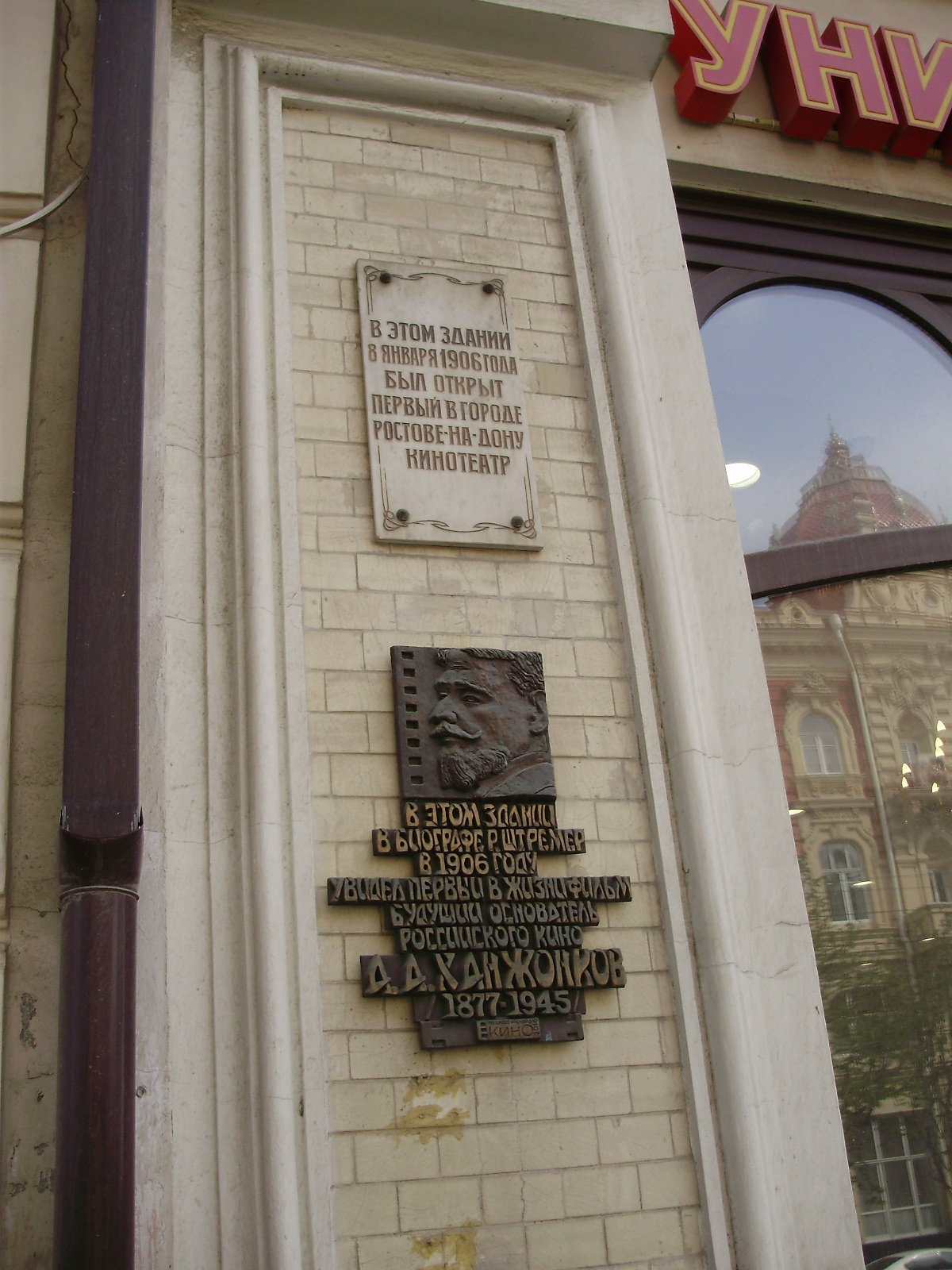
Первый кинотеатр в Ростове-на-Дону,
ул. Б. Садовая, 64

Посещение электробиографа (так назывался первый кинотеатр в Ростове-на-Дону; на здании, где находилось заведение, в 2016 году установлена мемориальная доска) резко изменило дальнейшую судьбу бывшего казака — Ханжонков решил вложить всю сумму в киноиндустрию. В Москве в магазине отделения фирмы «Братья Пате» произошло знакомство с Эмилем Ошем — компаньоном во вновь создаваемом для проката зарубежных кинолент торговом доме «Э. Ош и А. Ханжонков». Однако партнёрство не принесло ожидаемых результатов. Оставшись один, Ханжонков взял кредиты и в 1906 году организовал в Саввинском подворье собственное предприятие «А. Ханжонков и Ко». Одним из поручителей компании был известный банкир Иван Озеров, будущий член Государственного Совета.
В конце декабря 1906 года Ханжонков обратился в Московскую купеческую управу с заявлением «об учреждении совместно с тремя вкладчиками Торгового дома в образе товарищества на веру под фирмою „А. Ханжонков и К°“ с целью производства торговли кинематографическими лентами, волшебными фонарями, туманными картинами, различными машинами и приборами и другими товарами для фабрикации всех этих предметов».
Поначалу Ханжонков занимался только прокатом в России зарубежных фильмов и кинодокументалистикой, но уже летом 1907 года он предпринял съёмки собственной постановочной картины «Палочкин и Галочкин», которая не была закончена.
В 1908 году в ателье Ханжонкова на улице Житной в Москве снималось одновременно несколько художественных и ряд документальных фильмов, вышедших в 1909 году — в том числе «Песнь про купца Калашникова» по поэме Лермонтова, «Русская свадьба XVI столетия», «Ванька-ключник» и другие. Для работы над ними он привлёк начинающего режиссёра Василия Гончарова и театральную труппу Введенского народного дома, в которой состояли Александра Гончарова, Андрей Громов, Пётр Чардынин и в которую тремя годами позже поступил Иван Мозжухин. Тематикой картин, выпускавшихся Ханжонковым, были экранизации русской классики, народных сказок, песен и романсов.
Во время Мессинского землетрясения 1908 года Ханжонков послал телеграммы в иностранные фирмы с просьбой снять стихийное бедствие. В результате массовый зритель сумел увидеть буйство стихии.
 Тогда же навсегда разошлись их пути с Александром Дранковым — едва стало известно о его экранизации «Купца Калашникова». Ведь именно Ханжонков рассказывал конкуренту о новой киноработе, когда принимал его в своём павильоне.
2 января 1909 года (20 декабря 1908 года по старому стилю) на экраны вышла первая художественная продукция ателье Ханжонкова — фильм «Драма в таборе подмосковных цыган», о котором журнал «Сине-фоно» написал: «…хотелось бы указать на тот факт, что эта лента явилась первой, выпущенной А. Ханжонковым в виде драмы, разыгранной собственной труппой, ибо до сих пор упомянутое ателье производило лишь съёмки с натуры».
К началу 1910-х годов компания Ханжонкова стала бесспорным лидером русского кинопроизводства. На её счету — ряд важнейших достижений русского кино. В 1911 году на экраны вышел первый в России полнометражный фильм «Оборона Севастополя», поставленный Гончаровым и Ханжонковым.

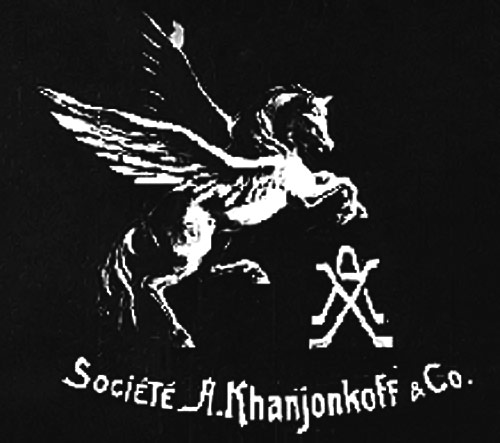
Эмблема Торгового дома
«А. Ханжонков и Ко» — Пегас

В начале 1912 года компания Ханжонкова была преобразована в акционерное общество «Ханжонков и К°» с уставным капиталом в 500 000 рублей. В том же году она выпустила в прокат первый в мире мультфильм, снятый в технике объёмной (кукольной) мультипликации — «Прекрасная Люканида, или Война усачей с рогачами» в постановке Владислава Старевича.
С конца 1910 года компания начала издавать журнал «Вестник кинематографии». В 1913 году в Ростове-на-Дону появилось второе издание — «Синема». С 1915 года начал выходить финансируемый компанией журнал «Пегас», где, помимо материалов о кино, печатались также материалы о театральной жизни, музыке, литературе и современной культуре вообще. По окончании юбилейных торжеств 300-летия династии Романовых А. Ханжонков получил орден Святого Станислава 2-й степени — «За исключительно полезную деятельность на почве отечественной кинематографии». Ханжонков был единственным из крупных русских кинопроизводителей, кто создал в своём ателье специальный научный отдел для съёмок образовательных, видовых и этнографических фильмов, выпускавший ленты по сельскому хозяйству, географии, зоологии, ботанике, медицине с привлечением ведущих русских специалистов. Для создания некоторых из этих фильмов привлекались лучшие силы компании: например, в фильме «Пьянство и его последствия», помимо документальных кадров, на которых показывались ужасные отклонения в развитии у детей алкоголиков, были и игровые сцены — Иван Мозжухин изображал допившегося до белой горячки, который видит вылезающего из бутылки чёртика (редкий по тем временам спецэффект, осуществлённый Владиславом Старевичем).

Кинотеатр Ханжонкова на Триумфальной площади в Москве. Фото 1920-х годов

Весной 1917 года Ханжонков, уже не передвигавшийся без костылей или инвалидного кресла, оставил кинопроизводство в Москве на жену и вместе с Евгением Бауэром и большинством сотрудников своей компании отправился в Ялту, где организовал полноценное кинопроизводство.
После разгрома армии Врангеля в ноябре 1920 года он вместе с женой и детьми эмигрировал в Константинополь, затем в Милан и Вену, где попытался наладить кинопроизводство. В 1922 году на арендованной вилле в Бадене он организовал исследования по созданию звуковых фильмов, однако был вынужден прекратить их из-за нехватки средств.
В 1922 году к Ханжонкову обратились представители акционерного общества «Русфильм» с предложением вернуться на родину. Ханжонков принял предложение и в 1923 году возвратился вместе с дочерью, однако «Русфильм» закрылся, так и не начав работать. Ханжонков женился во второй раз, некоторое время работал консультантом «Госкино», а затем заведующим производством «Пролеткино». В 1926 году вместе с группой руководителей «Пролеткино» был арестован по делу о финансовых злоупотреблениях в этой организации. В итоге он был ввиду отсутствия доказательств его вины освобождён, однако получил запрет на работу в области кинематографа и был лишён политических прав. Из-за этого, а также из-за резкого ухудшения здоровья, прикованный к инвалидной коляске Ханжонков вынужден был переехать из Москвы в Ялту.
В 1934 году Ханжонков обратился к начальнику Главного управления кинофотопромышленности при СНК СССР Борису Шумяцкому с письмом, в котором писал: «…Моё положение и в моральном и в материальном отношении стало настолько невыносимо, что я решился обратиться <…> с просьбой помочь мне найти выход из такового… Прошу своим авторитетным словом поддержать мой труд и помочь мне войти в рабочую семью Советской кинематографии полноправным её членом. Вне этого предо мною остаются лишь перспективы на дальнейшее ухудшение моего здоровья, вызываемого постоянной нуждою, и в конечном итоге — смерть от недоедания, на которую я здесь оказался обречённым вместе со своею женою».
|  |  |

Письмо возымело действие — в связи с 15-летием советского кино Ханжонков был реабилитирован и получил персональную пенсию в 350 рублей.
В последующие годы жизни занимался написанием мемуаров. Его воспоминания частично опубликованы в книге «Первые годы русской кинематографии» (1937).
Во время немецкой оккупации Крыма в 1941—1944 годах вместе с женой Ханжонков оставался в Ялте. Последний адрес кинематографиста — ул. Боткинская, 15.
Скончался 26 сентября 1945 года, похоронен в Ялте на Поликуровском кладбище.

### Семья
Первая жена: Антонина Николаевна Баторовская (1879—1925), дочь владельца магазина швейных машинок «Зингер», одна из компаньонов Торгового дома «А. Ханжонков и Ко», соавтор сценариев и фильмов под псевдонимом «Анталек». С ней и двумя детьми (Нина и Николай) в ноябре 1920 году Ханжонков выехал в эмиграцию.
 Вторая жена по возвращении в СССР: Вера Дмитриевна Попова (1892—1974), в 1910-е годы монтажница на его кинофабрике, затем начальник монтажного цеха на Ялтинской киностудии, после смерти мужа вернулась в Москву, работала в Госфильмофонде СССР. Автор обзора «Русское кино. 1908—1918» (М., 1969), «Из воспоминаний о дореволюционном кино» в книге «Из истории кино» (М., 1962. Вып. 5., с. 120—130), воспоминания «Страницы прошлого (Записки монтажницы)» (архив ЦИК).
 Внучка: Ирина Александровна Орлова, автор документальной повести «Жизнь посвящаю кинематографу».

## Память
К 125-летию со дня рождения А. Ханжонкова Почтой России был выпущен памятный конверт с оригинальной маркой.
 Дата выпуска: 17 июля 2002, тираж 500 000.
Ялта
|  |

Памятник основателю Ялтинской киностудии был открыт 26 августа 2011 года в рамках XII Международного телекинофрума «Вместе».
Бронзовый монумент работы московских скульпторов Геннадия и Фёдора Паршиных установлен на пересечении улиц Боткинской и Пушкинской в ста метрах от административного здания Ялтинской киностудии. Ханжонков изображён сорокалетним человеком в период самого расцвета своих сил.
Макеевка
Памятник работы местного скульптора Олега Дубровина открыли в парке имени В. В. Воровского в августе 2015 года. Бетонный полутораметровый бюст и киноаппарат по левую сторону покрыты серебряной краской, композиция установлена на гранитном постаменте.
Ростов-на-Дону

Мемориальная доска,
ул. Б. Садовая, 64

Памятная доска на здании Андреевской гимназии

Память об А. Ханжонкове в городе увековечена трижды: две мемориальные доски и памятник.
Автор досок, установленных на гимназии и торговом доме купца Яблокова (где располагался электробиограф) — Вячеслав Козлов, заслуженный художник РФ.
Памятник работы скульптора Сергея Олешни был открыт 24 августа 2016 года в рамках II Международного кинофестиваля Bridge of Arts / «Мост искусств». Композиция установлена на Будённовском проспекте напротив здания Андреевской гимназии, где учился будущий кинематографист (ныне школа № 43).

Памятник Александру Ханжонкову